# Bahnhof Meckenheim Kottenforst
Der Bahnhof Meckenheim Kottenforst ist eine Haltestelle am Streckenkilometer 12,9 an der Voreifelbahn von Bonn nach Euskirchen. Der Bahnhof liegt auf Meckenheimer Gebiet im Stadtteil Lüftelberg in unmittelbarer Nähe zum Gebiet der Gemeinde Alfter. Das namengebende Waldgebiet Kottenforst liegt unmittelbar östlich des Bahnhofs, ebenso die kleine Wohnsiedlung Bahnhof Kottenforst. Das ehemalige Empfangsgebäude ist ein beliebtes sommerliches Ausflugsziel mit großer Außengastronomie. Der bis Dezember 2014 als Kottenforst bezeichnete ehemalige Bahnhof ist seit 2011 ein Haltepunkt mit Überleitstelle.

## Geschichte
Der Bahnhof Kottenforst wurde zusammen mit den anderen Bahnhöfen bereits während des Baues der Bahnstrecke Bonn – Euskirchen 1880 angelegt und erhielt ein repräsentatives Empfangsgebäude in Fachwerkarchitektur. Verkehrlich ermöglichte der Bahnhof den Anschluss des wildreichen hoheitlichen Jagdreviers des Kottenforsts an die Eisenbahn. Um 1910 wurde ein hölzerner Stellwerksanbau auf dem Hausbahnsteig errichtet, welcher im Laufe der Jahrzehnte mehrfach Erweiterungen erfuhr. Die Gebäude des „Bahnhof Kottenforst“ sind als Baudenkmal in die Denkmalliste der Stadt Meckenheim (Nr. A 089) eingetragen.
Der Bahnhof war auch Endpunkt zweier Schmalspurbahnen. Über die erste, eine Pferdebahn zum Abtransport von Baumstämmen, ist kaum etwas bekannt, eine historische Postkarte belegt aber ihre Existenz. Laut der Malerei auf der Postkarte näherte sich die Bahn von Westen dem Bahnhof. Eine andere Quelle belegt, dass ein Forstmeister Sprengel aus Bonn im Januar 1886 einen Vertrag für die Verlegung einer fast 7,5 km (1 deutsche Meile) langen fest verlegten Waldbahn unterzeichnete. Dazu kamen noch 2 km lange Wandergleise. Die Inbetriebnahme erfolgte bereits sechs Monate später im Juli 1886.
Die zweite Bahn lieferte Ton aus den Röttgener Gruben zum Kottenforster Gütergleis an der Ostseite des Bahnhofs. Die Bahn wurde mit einer kleinen Diesellok betrieben. Der Betrieb wurde 1945 wegen Kriegsschäden eingestellt und danach nicht wieder aufgenommen. Eine Verbindung zum nahegelegenen Netz der Witterschlicker Tongrubenbahn bestand jedoch nicht.
Zur Sicherung der Zugfahrten im Bahnhof Kottenforst diente bis zur Umstellung der Voreifelbahn auf elektronische Stellwerksbedienung im Jahr 2011 das  Stellwerk der Bauart „Jüdel“ aus dem Baujahr 1911. Zunächst wurde es nur außer Betrieb genommen, ein Jahr später wurde jedoch die gesamte Technik demontiert. Zurück blieb das entkernte Stellwerksgebäude, welches inzwischen Teil der Bahnhofsgaststätte ist. Die frühere Stellwerksfunktion ist nach dem Umbau für Laien kaum noch nachvollziehbar.
2012 wurde der Haltepunkt der Deutschen Bahn auf den aktuellen Bahnhofsstandard umgebaut und mit einem Hochbahnsteig ausgestattet.
Zum 14. Dezember 2014 wurde die Station in Meckenheim Kottenforst umbenannt.

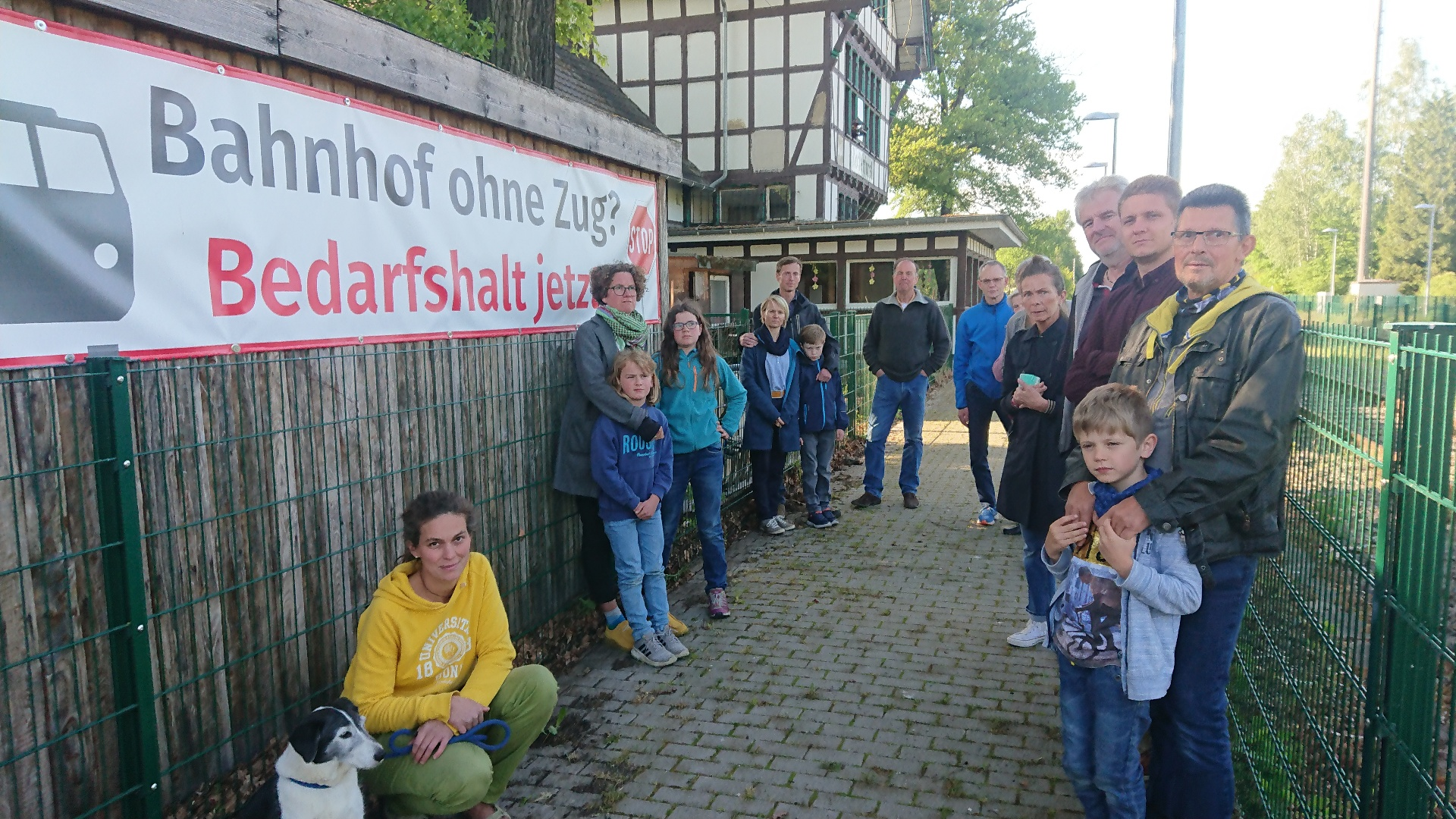
Bürgerprotest am Bahnhof Kottenforst im Mai 2020

Der Bahnhof wurde bis 2018 auch wochentags am Vormittag im Berufs- und Schulverkehr sowie am späten Nachmittag bis zum frühen Abend bedient; seit 2018 halten die Züge der S 23 nur noch am Wochenende sowie an Feiertagen. Gegen die Einstellung des Betriebs an Wochentagen protestieren seit 2018 die Anwohner des im Ausbau befindlichen unmittelbar angrenzenden Wohngebietes sowie Regionalpolitiker verschiedener Parteien. Allerdings favorisieren manche Politiker eher einen Haltepunkt im benachbarten Volmershoven.
Im Mai 2020 haben die Anwohner erneut darauf hingewiesen, dass die Situation grotesk sei, da der Haltepunkt zwar aufwändig saniert wurde, aber wochentags nicht genutzt werden kann. Unterstützung erfährt die Bürgerinitiative auch von Lüftelbergs Ortsvorsteher.
Allerdings wurde die probeweise Einführung des Bedarfshaltes der S 23 durch den Nahverkehr Rheinland im Fahrplanjahr 2016 nicht ausreichend genutzt und so die Einstellung der Halte an Wochentagen begründet. Dennoch wurde damals der Probezeitraum bis Ende 2017 verlängert, die Zahl der Ein- und Aussteiger blieb aber weiterhin unter den Erwartungen. Für einen weiteren Vorstoß nach einem Bedarfshalt bräuchte es demnach „neue, belastbare Tatsachen“. Unterstützung bekommen die Kottenforster Bürger hingegen von einem Landtagsabgeordneten der Grünen, welcher einen Bedarfshalt in Kottenforst insbesondere nach erfolgter Elektrifizierung der Voreifelbahn anregt.

## Infrastruktur
Der Haltepunkt besitzt zwei Gleise, die beide mit einem Hochbahnsteig mit je 167 Meter Nutzlänge versehen sind. Vom westlichen Gleis 1, welches südlich an den ehemaligen Hausbahnsteig am Empfangsgebäude anschließt, verkehren die Züge in Richtung Meckenheim und Euskirchen. Vom östlichen Gleis 2, welches nur über den Bahnübergang mit der Straße „Bahnhof Kottenforst“ über einen rund 200 Meter langen, eingezäunten Fußweg erreichbar ist, verkehren die Züge in Richtung Bonn.
Der Bahnhof verlor im Jahr 2011 im Zuge der Umstellung der Voreifelbahn auf ein elektronisches Stellwerk seinen bislang dort tätigen Fahrdienstleiter. Dies hatte zur Folge, dass der Zugang zum Gleis 2 über den höhengleichen Reisendenübergang im Bahnhof wegen der fehlenden Aufsicht durch örtliches Personal nicht mehr zulässig war. Im Rahmen der Umbauarbeiten zur Bahnsteigerneuerung wurde daher der Zwischenbahnsteig am Gleis 2 durch einen nun östlich gelegenen Seitenbahnsteig ersetzt. Außerdem wurden beide Bahnsteige nach Süden verschoben.

## Verkehrsbedienung
Der ehemalige Bahnhof und heutige Haltepunkt Kottenforst (seit 2014 Meckenheim Kottenforst) liegt an der Voreifelbahn (Bonn – Euskirchen), auf der im Schienenpersonennahverkehr die S 23 verkehrt. 
Durchgeführt wird der Schienenpersonennahverkehr von der DB Regio NRW, die für die Voreifelbahn seit Mai 2014 Triebzüge der Baureihe 620/622 einsetzt. Seit 2018 halten die Züge am Bahnhof Kottenforst nur noch samstags sowie sonn- und feiertags. Insbesondere für den Berufs- und Schulverkehr fällt die Bahn somit aus.
| Linie | Verlauf / Anmerkungen | Takt                                         |
| ----- | --- | -------------------------------------------- |
| S 23  | Bonn Hbf – Bonn-Endenich Nord – Bonn Helmholtzstraße – Bonn-Duisdorf – Alfter-Impekoven – Alfter-Witterschlick – Meckenheim Kottenforst – Meckenheim Industriepark – Meckenheim (Bz Köln) – Rheinbach Römerkanal – Rheinbach – Swisttal-Odendorf – Euskirchen-Kuchenheim – Euskirchen ab Euskirchen stündlich Anschluss auf SEV der RB 23 bis Bad Münstereifel Stand: Fahrplanwechsel Dezember 2023 | 60 min bei Bedarf (nur Wochenende/Feiertage) |

Die RVK-Buslinie 800 bedient die Haltestelle Kottenforst Bahnhof Abzweig, welche allerdings rund 1,2 km vom Bahnhofsgelände und der Wohnsiedlung entfernt liegt.
Es gilt der Tarif des Verkehrsverbundes Rhein-Sieg (VRS) und tarifraumüberschreitend der NRW-Tarif.

## Trivia
Das Empfangsgebäude diente als Vorlage für einen Modelleisenbahn-Bausatz von Kibri in Spur H0.